# Espanhac
Espanhac (en francès Ispagnac) és un municipi del departament francès del Losera, a la regió d'Occitània.